# كيت إدواردز
كيت إدواردز (بالإنجليزية: Cate Edwards)‏ هي محامية أمريكية، ولدت في 4 مارس 1982 في رالي في الولايات المتحدة.